# Svrževo
Svrževo is een plaats in de gemeente Krašić in de Kroatische provincie Zagreb. De plaats telt 45 inwoners (2001).